# La Demoiselle et le Dragon
Pour les articles homonymes, voir Damsel.
Pour plus de détails, voir Fiche technique et Distribution.
La Demoiselle et le Dragon (Damsel) est un film américain réalisé par Juan Carlos Fresnadillo et sorti en 2024 sur Netflix.
Le film a enregistré 35,3 millions de vues et s'est classé numéro un dans 79 pays le jour de sa diffusion sur la plate-forme.

## Synopsis
Le premier roi d’Aurea mène une attaque inutile contre un dragon résidant dans son royaume. Tous les hommes du roi sont tués, laissant le roi à la merci du dragon.
Des siècles plus tard, Élodie, fille de Lord Bayford, reçoit une proposition de la reine Isabelle d’Aurea pour épouser le prince Henry. Sur les conseils de Bayford, Élodie accepte pour aider son peuple appauvri. Elle navigue donc vers le royaume d'Aurea accompagnée de sa petite sœur Floria, de leur père et de leur belle-mère.
Lors de leur rencontre, Élodie et Henry semblent d’abord désintéressés l’un par l’autre, mais commencent à se lier d’amitié car ils partagent le même désir de voyager. La belle-mère d’Élodie, Lady Bayford, cherche à rencontrer la reine, dans l’espoir de renforcer leur lien familial, mais Isabelle repousse les tentatives de faire connaissance, ce qui conduit Lady Bayford à implorer en vain Elodie de mettre fin aux fiançailles.
Après le mariage, Élodie et Henry participent à un ancien rituel dans les montagnes, au sommet d'une grotte, apparemment pour célébrer leur union. La reine, habillée en prêtresse, décrit le pacte entre le premier roi et le dragon, où il a dû sacrifier ses trois filles pour la paix. À la suite d’une cérémonie où leurs paumes sont coupées et maintenues ensemble, mélangeant leurs sangs, Henry insiste pour porter Elodie à travers l’étroit chemin au-dessus de l’antre du dragon, puis la jette dans le gouffre.
Après s’être remise de sa chute, et comprenant qu’elle est le véritable sacrifice, Élodie cherche un moyen de s’en sortir. Une dragonne entre dans l’antre, lui demande son nom et la nargue, avant de poursuivre Élodie et de lui brûler la jambe. Après avoir échappé à la bête, Élodie découvre une grotte illuminée avec des « limaces » bleues phosphorescente, qu’elle recueille comme source de lumière. Mais la dragonne la retrouve. En s’enfuyant, Élodie arrive dans une chambre avec la note « En sécurité ici Elle ne peut pas atteindre », les noms des victimes passées et une carte gravée dans le mur. Pendant qu’Élodie dort, les limaces lumineuses guérissent la brûlure de sa jambe.
Élodie découvre une carte qui semble indiquer une sortie, et suit le chemin, mais celui-ci mène à une impasse, un haut dénivelé à flanc de montagne. Une équipe de sauvetage dirigée par Lord Bayford arrive. En tentant de les rejoindre, Élodie découvre les restes de trois dragons nouveau-nés, massacrés par le premier roi, ce qui explique la raison des trois sacrifices exigés par génération. La dragonne tue Bayford et ses hommes, mais une distraction laisse à Élodie le temps de grimper à la corde de Bayford pour s’échapper de la montagne. Elle prend ensuite l’un des chevaux de l’équipe de sauvetage et se cache sous un rocher. La dragonne, furieuse, brûle la zone environnante dans une poursuite infructueuse.
L’incendie avertit Isabelle que le sacrifice d’Élodie a échoué, et elle kidnappe la sœur d’Élodie, Floria, pour la remplacer. Élodie, de son côté, se rapproche de la côte pour fuir, mais croise sa belle-mère se dirigeant vers la grotte. Elle lui explique que Floria a été livrée à la dragonne, et Élodie retourne à la montagne pour sauver Floria, que la dragonne a laissée vivre pour l'utiliser comme appât pour Élodie.
Élodie crée une diversion pour distraire la dragonne afin qu’elle puisse atteindre Floria. Disant à sa sœur de se cacher, elle affronte la dragonne et tente de la convaincre qu’elles ont toutes les deux été trompées par les Auréens : en joignant leurs mains coupées lors du mariage, le sang des mariées et des membres de la famille royale auréenne a été mélangé, faisant croire ainsi à la dragonne que les princesses sacrifiées étaient des membres de la royauté auréenne. La dragonne refuse de croire Élodie, rappelant que le premier roi l'avait attaquée sans provocation, puis l’attaque. Mais Élodie arrive à tromper la dragonne pour qu'elle se brûle elle-même. Avec la dragonne à sa merci, elle les soigne tous les deux avec les « limaces » bleues phosphorescentes.
Élodie et la dragonne partent alors de l'antre de cette dernière pour se rendre au palais, où elles interrompent alors un autre mariage, exposant la trahison des Auréens. Élodie conseille à la nouvelle mariée et à sa famille de fuir, et le dragon brûle le palais avec tous les membres de la famille royale et les nobles auréens à l’intérieur. Quelques jours plus tard, Élodie, Floria et Lady Bayford rentrent chez elles, chargées de provisions et accompagnées par la dragonne.

## Fiche technique
Sauf indication contraire, les informations mentionnées dans cette section peuvent être confirmées par la base de données cinématographiques IMDb,  présente dans la section « Liens externes ».
- Titre original : Damsel
- Titre français : La Demoiselle et le Dragon
- Réalisation : Juan Carlos Fresnadillo
- Scénario : Dan Mazeau (en), inspiré du roman Damsel de Evelyn Skye
- Musique : David Fleming
- Direction artistique : Jason Knox-Johnston
- Décors : Patrick Tatopoulos
- Costumes : Amanda Monk
- Photographie : Larry Fong
- Montage : John Gilbert
- Production : Chris Castaldi, Joe Roth et Jeff Kirschenbaum (en)
- Production déléguée : Sue Baden-Powell, Mark Bomback, Millie Bobby Brown, Dan Mazeau et Zack Roth
- Coproduction : Emily Wolfe
- Sociétés de production : Roth/Kirschenbaum Films
- Société de distribution : Netflix
- Budget : 70 millions de dollars[1]
- Pays de production :  États-Unis
- Langue originale : anglais
- Format : couleur
- Genre : fantasy, action, aventures
- Durée : 110 minutes
- Date de sortie[2] : 8 mars 2024 (sur Netflix)

## Distribution
- Millie Bobby Brown (VF : Clara Soares) : la princesse Elodie
- Ray Winstone (VF : Frédéric Souterelle) : Lord Bayford, le père d'Elodie
- Angela Bassett (VF : Maïk Darah) : Lady Bayford, la belle mère d'Elodie
- Brooke Carter (VF : Prune Bozo) : Floria, la petite-sœur d'Elodie
- Nick Robinson (VF : Simon Dartois) : le prince Henry
- Robin Wright (VF : Juliette Degenne) : la reine Isabelle
- Milo Twomey : le roi Roderick
- Nicole Joseph : la princesse Victoria
- Shohreh Aghdashloo (VF : Béatrice Chéramy) : le dragon (voix)

 Source et légende : version française (VF) sur RS Doublage

## Production

### Développement et distribution des rôles
Le film Damsel est annoncé en mars 2020, avec Juan Carlos Fresnadillo à la réalisation, Joe Roth et Jeff Kirschenbaum (en) à la production et avec un script écrit par Dan Mazeau (en). En novembre 2020, Millie Bobby Brown est confirmée dans le rôle de la princesse Elodie ainsi que comme productrice déléguée.
En avril 2022, Angela Bassett rejoint la distribution, tout comme Nick Robinson, Robin Wright, Ray Winstone et Brooke Carter. Shohreh Aghdashloo prête sa voix pour la dragonne,.

### Tournage
Le tournage débute en février 2022. Les prises de vues durent jusqu'à juillet 2022. Elles ont notamment lieu au Portugal (Tomar, Batalha, Sortelha, Serra da Estrela, vallée du Douro) ainsi qu'à Londres.
L’actrice Millie Bobby Brown a réalisé toutes ses cascades durant le tournage.

## Sortie
Le film devait initialement sortir sur Netflix le 13 octobre 2023. Cependant, en raison de la grève SAG-AFTRA 2023, la sortie est repoussée au 8 mars 2024.

## Accueil

### Accueil critique
Le film a reçu des critiques mitigées. Sur le site Web de Rotten Tomatoes, 56 % des 106 critiques sont positives, avec une note moyenne de 5,4/10. Le consensus du site Web se lit comme suit : "Damsel a un héros d'action attrayant dans Millie Bobby Brown, dont la performance courageuse est souvent suffisante pour équilibrer l'échelle avec l'histoire sous-puissante du film et les effets parfois peu convaincants." Metacritic, qui utilise une moyenne pondérée, a attribué au film un score de 46 sur 100, sur la base de 28 critiques, indiquant des critiques "mixtes ou moyennes".
En France, sur le site Allociné, la note moyenne des 5 critiques de presse française recensées est de 2,4 sur 5, et la note moyenne des critiques du public est de 2,9 sur 5.